# Yuki Kashiwagi
Yuki Kashiwagi (柏木 由紀?, Kashiwagi Yuki; Kagoshima, 15 luglio 1991) è una cantante, attrice, modella e idol giapponese, rappresentata dall'agenzia Watanabe Productions.
Dal 2006 è membro del Team B delle AKB48, di cui è stata capitano nel 2009. Fa inoltre parte dal 2015 delle NGT48. Dal 2010 al 2015 è stata membro delle French Kiss, sottogruppo delle stesse AKB48, e dal 2014 al 2015 ha fatto parte del Team N delle NMB48. Da solista ha pubblicato alcuni singoli nel 2013 sotto la sua etichetta discografica, YukiRing.

## Biografia
Originaria di Kagoshima, Kashiwagi entra a far parte del gruppo idol delle AKB48 il 3 dicembre 2006, debuttando nel Team B come membro di terza generazione. Nel 2009 firma un contratto con l'agenzia di talenti Watanabe Productions e, nello stesso anno, diventa presentatrice delle previsioni del tempo nel programma della TBS Hiruobi.
Nel 2009, nelle caratteristiche elezioni che il gruppo tiene ogni anno tra i fan per eleggere la idol più popolare, si piazza al 9º posto, partecipando al singolo Iiwake Maybe. Sempre nel 2009 viene nominata capitano del Team B, prima di essere rimpiazzata da Ayaka Umeda nel 2010. Nello stesso periodo viene annunciata la formazione di una sub-unit delle AKB48, le French Kiss, in cui entrano a far parte Aki Takajō, Asuka Kuramochi e la stessa Kashiwagi. Nelle elezioni del 2011 si classifica terza, dietro Yūko Ōshima e Atsuko Maeda.
Nel 2013 fonda la propria etichetta discografica, YukiRing, facendo il suo debutto da solista con i singoli Shortcake e Birthday Wedding, mentre nelle elezioni annuali si piazza al 4º posto. Nel febbraio 2014 entra a far parte del Team N delle NMB48 conservando nel frattempo il suo ruolo nelle AKB48. Fa il debutto con il nuovo gruppo il 5 aprile dello stesso anno alla Saitama Super Arena, mentre il 30 aprile debutta all'NMB Theatre di Namba, Osaka. Nelle elezioni del 2014 di classifica nuovamente terza.
Nel 2015 ottiene per la prima volta il ruolo di "center" (ovvero il membro che sta al centro del palco durante l'esecuzione del brano e della coreografia associata) nel singolo delle AKB48 Green Flash, in concomitanza con Haruna Kojima. Nello stesso anno diventa membro delle NGT48, mantenendo ancora una volta la sua posizione nelle AKB48 ma terminando il suo periodo come membro delle NMB48. Nelle elezioni annuali si classifica seconda dietro Rino Sashihara.

## Discografia solista
Singoli
- 2013 - Shortcake
- 2013 - Birthday Wedding